# 傑倫·羅斯

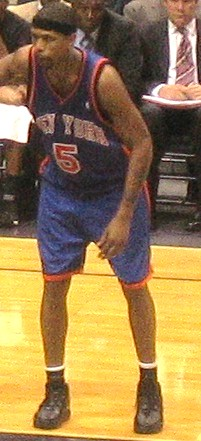
傑倫·羅斯

傑倫·羅斯（英語：Jalen Rose，1973年1月30日—），美国前NBA球员，球衣號碼為5號，位置為小前鋒。身高203公分，體重97.5公斤。在密歇根大学打球期间，与克里斯·韦伯、朱万·霍华德等人并称为“密歇根五虎”。1994年被選入NBA，加入丹佛金塊队，1996年球季結束後轉到印第安纳步行者，2002年年初轉到芝加哥公牛队，2004年年底轉到多伦多猛龙，2006年年初轉到纽约尼克斯，2006年球季結束後轉到菲尼克斯太阳，改穿八號球衣。曾在2000年奪得NBA進步最快球員獎項。至目前為止最高單場得分42分。